# Nancy Oestreich Lurie
Nancy Oestreich Lurie (* 29. Januar 1924 in Milwaukee; † 13. Mai 2017 in Greendale) war eine US-amerikanische Anthropologin. Sie lehrte und forschte als Professorin an der University of Wisconsin–Milwaukee (UWM). 1984/85 amtierte sie als Präsidentin der American Anthropological Association (AAA).

## Leben
Lurie machte 1945 das Bachelor-Examen in Anthropologie an der University of Wisconsin–Madison, 1947 den Master-Abschluss an der University of Chicago und wurde 1952 an der Northwestern University zur Ph.D. promoviert. Ihr Tätigkeit als Hochschuldozentin begann 1947 an der UWM. Von 1950 bis 1961 lehrte sie an der University of Colorado Boulder und der University of Michigan und kehrte von 1951 bis 1953 an die UWM zurück. Von 1954 bis 1956 war sie zudem wissenschaftliche Mitarbeiterin für nordamerikanische Indianerstudien am Peabody Museum of Archaeology and Ethnology der Harvard University und arbeitete von 1954 bis 1975 als Forscherin und Gutachterin für Anwaltskanzleien, die indigene Klienten vor der United States Indian Claims Commission vor Gerichten in Massachusetts, Michigan und Wisconsin vertraten.
1963 kehrte Lurie an die UWM zurück, von 1965 und 1966 war sie dann Fulbright-Hays-Dozentin für Anthropologie an der dänischen Universität Aarhus. Nach erneuter Rückkehr an die UWM war sie dort Leiterin des Fachbereichs Anthropologie. Von 1972 bis zu ihrer Pensionierung im Jahr 1994 blieb sie als außerordentliche Professorin an der UWM. 1972 wurde sie Kuratorin und Abteilungsleiterin für Anthropologie am Milwaukee Public Museum. 1994 ging sie als Kuratorin in den Ruhestand.